# Koloa Talake
Koloa Talake, né le 7 juin 1934 et mort le 26 mai 2008, est un homme politique tuvaluan. Il est Premier ministre du 14 décembre 2001 au 2 août 2002. 
À la suite des élections législatives de mars 1998, il devient chef de l'opposition parlementaire. Lorsque le Premier ministre Ionatana Ionatana décède, Talaka parvient à obtenir le soutien d'une majorité de députés pour lui succéder.

## Biographie
Le gouvernement Talake est celui qui a vendu à une compagnie américaine le domaine national .tv, qui devient une source de revenus importante pour ce petit pays d'une dizaine de milliers d'habitants.
En 2002, Talake entame avec les gouvernements i-kiribati et maldivien une procédure en justice à l'encontre des gouvernements américain et australien. Talake les accuse d'avoir contribué à la montée du niveau de la mer (véritable menace pour les Tuvalu) en refusant de ratifier le protocole de Kyoto. Ce projet est interrompu par la défaite de Talake aux élections législatives cette même année.